# Muffenstoß

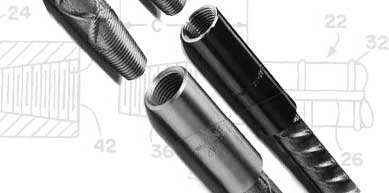
Zwei Betonstahlstäbe mit Schraubmuffen und passende Stäbe mit Gewinde

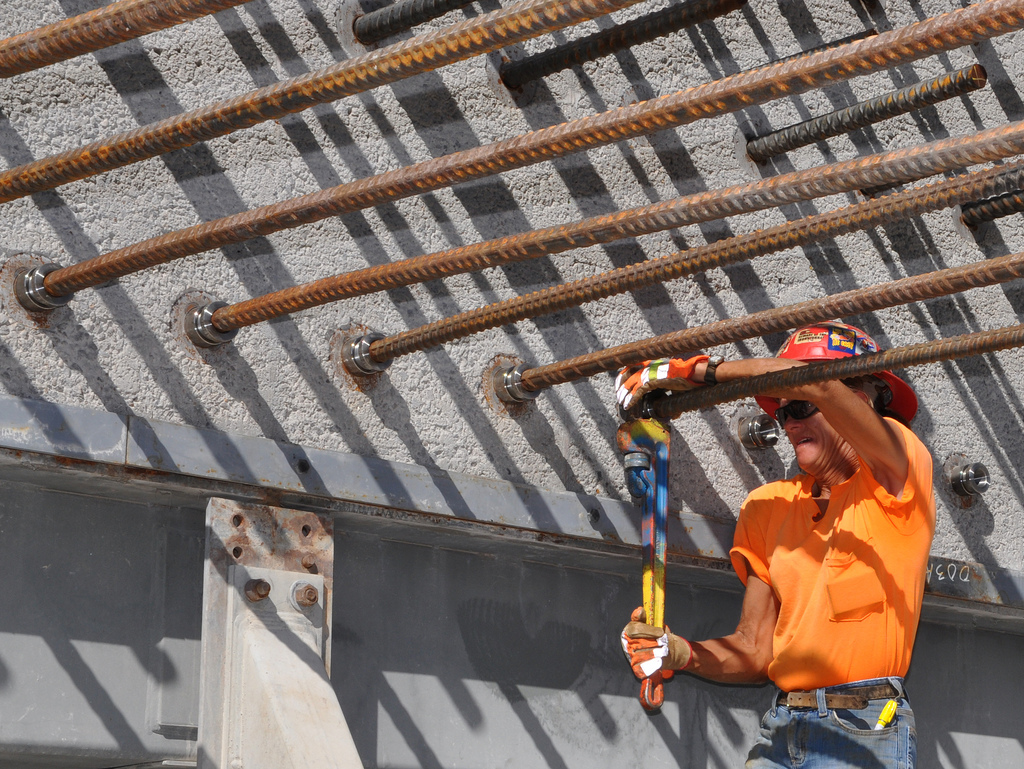
Ein Arbeiter schraubt einen Bewehrungsstab (Durchmesser ≈ 44 mm) in eine einbetonierte Schraubmuffe.

Ein Muffenstoß ist eine mechanische Verbindung für Bewehrungsstäbe und wird im Stahlbetonbau in Sonderfällen verwendet, um Bewehrungsstäbe aneinander anzuschließen. Im Regelfall wird für die Verbindung zweier Stäbe ein Übergreifungsstoß eingesetzt, bei dem die Enden der Stäbe über eine bestimmte Länge parallel aneinander gelegt werden. Zum Einsatz kommen mechanische Verbindungen nur, wenn ein solcher Übergreifungsstoß nicht (sinnvoll) möglich ist, z. B. bei sehr enger Bewehrungslage, bei sehr großen erforderlichen Übergreifungslängen oder wenn weit aus einem Bauteil herausragende Anschlussstäbe den Bauablauf stören würden.
Muffenstöße sind so ausgelegt, dass die Verbindung alle auftretenden Kräfte im Betonstahl aufnehmen und weiterleiten kann. Berechnet und hergestellt werden die Anschlüsse gemäß der gültigen Normen für den Stahlbetonbau (früher z. B. DIN 1045-1, heute EC 2-1-1). In Deutschland benötigen mechanische Verbindungsmittel eine allgemeine bauaufsichtliche Zulassung oder eine Europäische Technische Zulassung.

## Schraubanschluss
Ein Schraubanschluss besteht aus einer Schraubmuffe, einem Rohr mit innen aufgeschnittenem Gewinde, in das die zu verbindenden Bewehrungsstäbe eingeschraubt werden können. Die Muffe kann auf einen der Stäbe im Werk aufgepresst werden, sie benötigt dann nur ein Gewinde für den zu ergänzenden Stab. Muffen mit zwei Gewinden werden auf beide zu verbindende Stäbe aufgeschraubt. Den Bewehrungsstäben müssen zuvor im Herstellerwerk die passenden Gewinde aufgeschnitten werden.
Aufgrund dieser speziellen Bearbeitung der Stäbe und der Herstellung der Muffen kostet ein Schraubanschluss deutlich mehr als ein Übergreifungsstoß. Abhängig von Durchmesser und Muffentyp kostet ein Stoß (eine Muffe und Schneiden zweier Gewinde) zwischen 15 und 120 Euro, wohingegen bei einem Übergreifungsstoß nur der im Stoßbereich zusätzlich liegende Stahl Kosten verursacht, die höchstens im Bereich von wenigen Euro liegen.

## Scherbolzenmuffen
Ein weiterer Typ einer mechanischen Verbindungen verwendet Muffen mit Scherbolzen. Die zu verbindenden Stäbe müssen für diese Verbindung nicht gesondert vorbereitet werden. Die Muffe enthält keine Gewinde, sondern ist leicht größer im Durchmesser als die zugehörigen Stäbe und innen gezahnt. Nach dem Aufstecken werden mehrere Scherbolzen durch die Muffe geschraubt und klemmen damit den Bewehrungsstab in der Muffe fest.
Da die Stäbe nicht im Werk vorbereitet werden müssen, bietet sich die Verwendung von Scherbolzenmuffen an, wenn beispielsweise eine Änderung der Bewehrung während des Bauablaufs nötig wird.